# Medvedie
Medvedie (in ungherese Kismedvés) è un comune della Slovacchia facente parte del distretto di Svidník, nella regione di Prešov.